# Ellen DeGeneresová
Ellen DeGeneresová (nepřechýleně DeGeneres; * 26. ledna 1958 Metairie, Louisiana) je americká komička, herečka a televizní bavička, známá ze své televizní show The Ellen DeGeneres Show a  sitcomů Ellen (1994–1998) a The Ellen Show (2001–2002). Je držitelkou 14 cen Emmy.

## Život
Narodila se v Metaire, v předměstí New Orleans v Louisianě, kde také vyrůstala. V 14 letech se její rodiče rozvedli a matka Betty DeGeneresová se poté vdala za nového muže. Kvůli němu se Ellen s matkou přestěhovaly do Atlanty v Texasu. Ellen s novým otčímem neměla dobrý vztah. Nový otčím Roy ji sexuálně obtěžoval. Po maturitě v roce 1973 se Ellen přestěhovala zpátky do New Orleans. Nejdříve byla zaměstnána jako loupačka ústřic, pak i jako malířka pokojů. Prvně se předvedla na jedné party u přátel, vystoupení mělo úspěch, a tak se snažila více rozvíjet svůj potenciál. Ze začátku předváděla své komediální vystupování v kavárnách a různých klubech v New Orleans, později i po celých USA. V roce 1982 získala první místo v prestižní a uznávané soutěži Nejzábavnější osobnost Ameriky. Vyhrála i American Comedy Award za nejlepší ženský herecký výkon. V roce 1989 si zahrála v TV seriálu Open House a o tři roky později v seriálu Laurie Hill. Zahrála si i v komedii Šišouni v New Yorku (1993).
V roce 1994 nabídla televize ABC Ellen DeGeneresové vlastní seriál Ellen. Název Ellen si seriál vysloužil proto, že měl tak velký divácký úspěch, že původní název These Friends Of Mine se zrušil.
Pronikla i do filmu, hrála hlavní roli Marthy Alstonové ve snímku Mr. Wrong, vedlejší ve snímcích jako EDtv nebo The Love Letter, dala hlas rybičce Dory v animovaném hitu Hledá se Nemo nebo jednomu ze psů ve filmu Dr. Dolittle. V roce 2010 se byla porotkyní v deváté řadě talentové soutěže American Idol (v ČR formát známý jako Česko hledá SuperStar), objevila se v této roli i v jednom z dílů animovaného seriálu Simpsonovi (epizoda Judge Me Tender).

### Osobní život
Roku 1997 se v talk-show Oprah Winfrey (The Oprah Winfrey Show) veřejně přihlásila ke své lesbické orientaci a stala se významnou představitelkou LGBT hnutí a boje proti AIDS. Do roku 2000 chodila s herečkou Anne Heche. Poté chodila do roku 2004 s fotografkou Alexandrou Hedison, nyní manželkou Jodie Foster. V prosinci 2004 se rozešla s Alexandrou, kvůli herečce Portii de Rossi, kterou si 16. srpna 2008 vzala v jejich domě v Beverly Hills. DeGeneressová a Rossi žily v Montecitu se třemi psy a dvěma kočkami do roku 2024. V září 2024, se přestěhovaly z Californie do Cotswolds oblasti ve Velké Británii. Dne 6. srpna 2010 si de Rossi podala návrh na změnu jména na Portia Lee James DeGeneres. Návrh byl schválen 23. září 2010.
Po kontroverzích, které se táhly s The Ellen DeGeneres Show, jenž vedly k ukončení talk show, se rozhodla v roce 2024 odejít do důchodu , a v tentýž rok se odstěhovala se svou manželkou do Spojeného království .